# Punta Bandera
Punta Bandera es una localidad del departamento Lago Argentino en la provincia de Santa Cruz, Argentina.
Esta localidad se encuentra a orillas del Lago Argentino, se llega a la localidad desde El Calafate por la Ruta Provincial 8 y la Ruta Provincial 11, en la localidad hay viviendas dispersas en su mayoría construidas de madera.